# Сухур

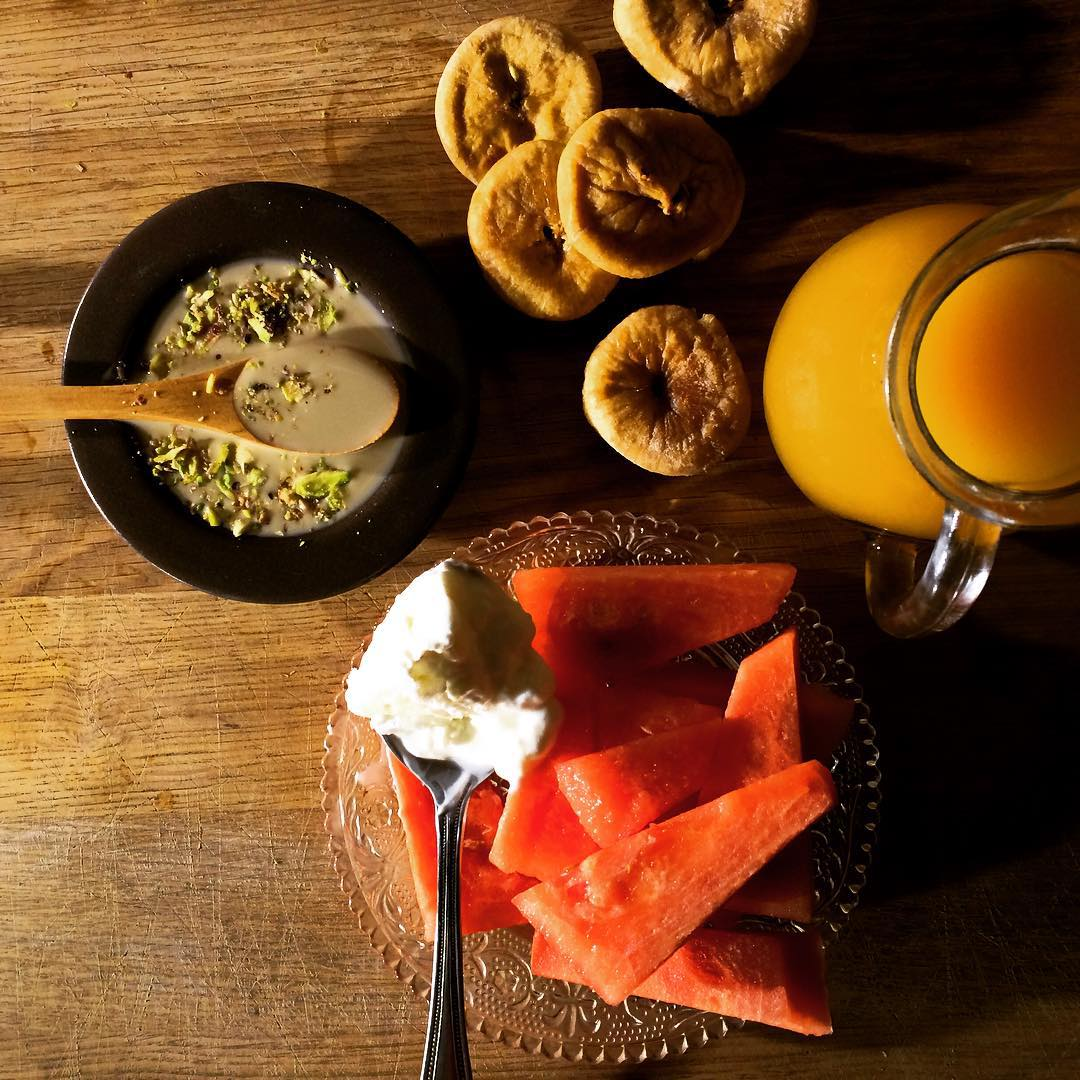
Пример иорданского сухура

Суху́р или Саху́р (араб. سَُحُور‎) — исламский термин, означающий приём пищи рано утром в течение месяца Рамадан.

## Время
Еду едят перед молитвой фаджр (до наступления рассвета). Сухур и ифтар (вечернее разговение) во время Рамадана заменяют традиционное трехразовое питание (завтрак, обед и ужин).

## Продукты
Является желательным, чтобы сухур состоял из фиников или чтобы в нём присутствовали финики. Многие небрежны в отношении этой сунны, думая что финики — сунна только на ифтар (разговение). В хадисе посланник Аллаха сказал: «Прекрасный сухур верующего — финики».

## Вознаграждение
Для мусульман сухур желательно совершить в преддверии первых признаков рассвета, так как вознаграждение (саваб) от Аллаха за пост в этом случае будет больше. Если постящийся не поест до рассвета, то его пост остаётся действительным, но он потеряет некоторую часть вознаграждения, так как не совершит одно из действий, относящихся к сунне пророка Мухаммада.